# Малая Усманова
Малая Усманова — деревня в Аргаяшском районе Челябинской области. Входит в состав Акбашевского сельского поселения.
Основана в советский период период как выселок из деревни Большая Усманова (отсюда название) при полевом стане колхоза «Комбайн».

## География
Расположена в юго-восточной части района, на севере болотистом берегу озеро Медиак. Расстояние до районного центра, села Аргаяш, 29 км.

## Население
| 2002 | 2010 |
| ---- | ---- |
| 42   | ↗46  |

(в 1983 — 46, в 1970 — 89, в 1995 — 30)

## Улицы
- Озерная улица